# Лапти
Ла́пти, ед. ч. ла́поть (лапото́к, ла́пик) — низкая обувь, распространённая в Северной и Восточной Европе в старину, и бывшая в широком употреблении в сельской местности до 1930-х годов, сплетённая из древесного лыка (липовые, вязовые, ивовые), берёсты или пеньки. Для прочности подошву подплетали лозой, лыком, верёвкой или подшивали кожей. Лапоть привязывали к ноге оборами (шнурками, скрученными из того же лыка, из которого изготавливали и сами лапти).
Лапти отличались крайне низкой себестоимостью ввиду обилия материала; простотой изготовления (мужчин с детства учили плести лапти и в дальнейшем сноровка позволяла изготавливать такую обувь буквально «между делом») и недолговечностью.
Лапти были также распространены y западнославянских, южнославянских, балтских, скандинавских, прибалтийско-финских и поволжских народов. Сходный вид обуви применяли и японцы (варадзи) и североамериканские индейцы и даже австралийские аборигены.
Биркебейнеры — участники гражданских войн в Норвегии во 2-й половине XII — начале XIII веков, главным образом обедневшие крестьяне-бонды, часто носили обувь из берёсты, откуда их прозвище биркебейнеры (буквально «берёзовоногие», «лапотники»).

## Изготовление
Для изготовления одного лаптя требуется семь лык длиной по два метра каждое. Ширина одного лыка равна примерно ширине большого пальца на руке мужчины, который сам и заготавливал лыко и впоследствии сам плёл лапти. Для плетения требовалось лыко с ровной части ствола липы, чтобы по всей длине оно не имело дефектов. То есть для заготовки лыка выбирались взрослые, ровные, высокие липы. Нередко после суммарной потери коры, пригодной для плетения, дерево стояло с голым «ободранным» стволом. Это нашло отражение в русском языке в виде образного выражения «ободрать как липку» в значении «отобрать все имеющиеся у кого-либо или у чего-либо полезные ресурсы».
Лапти плелись не во всех областях России, но употреблялись в большем количестве областей, чем изготавливались. То есть они были товаром или предметом меновой торговли. Как правило, не плелись лапти в деревнях, где население большей частью занималось не земледелием, а ремёслами, например, гончарным или кузнечным ремеслом.
Для плетения лаптя требовалась деревянная колодка, примерно соответствующая размеру мужской или женской ноги. Можно сказать, что примерные размеры, вроде современных S, M, L, XL, XXL и XXXL, употреблялись русским крестьянством уже в древние времена. Кроме колодки, ещё был необходим нож для подрезания лыка и особенный инструмент кочедык, представляющий собой нечто вроде отвёртки с деревянной ручкой и с металлическим стержнем, имеющим плоское, горизонтальное окончание, но, самое главное, искривлённым в вертикальной плоскости и имеющим форму части круга с диаметром 1,5 — 2 дюйма. Назначение этого инструмента — приподнимать одну из петель уже сплетённой части лаптя для того, чтобы просунуть в неё свободный конец лыка.

## Использование
Лапти носились с портянками (онучами). От лаптя вверх и вокруг голени, на манер древнегреческой сандалии, шёл лыковый шнурок, который внизу крепился за говенник лаптя и удерживал портянку от разматывания. Тем не менее при длительной ходьбе периодически приходилось переобуваться и перематывать сбившиеся портянки.
Лапти были лучшей обувью при ходьбе по болоту и мокрому лугу: не набирали воды и быстро сохли.
Плетение лаптей было на Руси зимним занятием крестьян, когда не было полевых работ. Заготовкой лыка занимались в определённое летнее время года, когда лыко обладало необходимыми прочностными характеристиками.
Академик Петербургской академии наук И. Лепёхин в конце XVIII века писал, что для изготовления одной пары лаптей требовалось два толстых или три-четыре мелких лутошка (липовых ствола), при этом зимой мужчина изнашивал пару лаптей за 10 дней, а летом, бывало, и за 4 дня. В год крестьянин изнашивал от 50 до 60 пар лаптей. По расчётам историка Л. Милова, на семью в 4 человека иногда требовалось до 150 пар лаптей (на сумму около 1,5—2,5 руб.). Крестьяне шли на такие трудозатраты, так как необходимая денежная сумма на покупку кожаной обуви была слишком велика. Чтобы купить себе сапоги, крестьянин должен был продать четверть собранного хлеба, а для жены и детей — ещё две четверти.

## История
Инструменты для плетения лаптей (кочедыки) известны с каменного века. Одно из первых упоминаний о носящих лапти людях — лапотниках — встречается в «Повести временных лет». В записи от 985 года, описывая победу киевского князя Владимира Красного Святославича и его дяди Добрыни над волжскими булгарами, летописец приписывает Добрыне такие слова: «Съглядахъ колодникъ оже суть вси в сапозѣхъ; симъ дани намъ не даяти, поидемъ искать лапотниковъ» (цитата по Лаврентьевской летописи; «Посмотрел пленных, а они все в сапогах. Эти нам дань платить не будут; пойдем с тобой искать лапотников»).
Само же слово «лапти» в значении соответствующего предмета одежды в русскоязычных письменных источниках встречается по крайней мере с конца XVI века: лапти упоминаются в числе других товаров в «Таможенной откупной грамоте крестьянину Михалку Осипову с товарищами» от 9 августа 1596 года.
Нижеприведённое описание основывается на статье из энциклопедии Брокгауза и Ефрона (нач. XX века) :

Лапти в XIX веке плели из лыка, с помощью железного крючка, называемого кадачем, и деревянной колодки. Иногда, как, например, в Полесье, лапти состояли только из одной подошвы, в большинстве же случаев им придавали форму башмака, и тогда оплетали лыком верх передней части колодки и приделывали задники. Свободные концы лык загибали снова внутрь и закрепляли, отчего края отверстия получали ровность и не натирали ноги. По краям отверстия приделывали из тех же лык ушки, чтобы при помощи просунутых в эти ушки ремней стягиванием последних можно было бы сузить отверстие и тем самым прикрепить лапоть к ноге. Лучшим материалом для лаптей считалось липовое лыко, сдираемое с молодых, не толще 1½ вершков, липок и отличающееся крепостью. В северных губерниях за неимением липы лыко драли с березы; такое лыко малопрочно, и лапти из него носятся не более недели. Лозовое лыко употреблялось только в Полесье. Длина липового лыка большей частью 3 аршина; на пару лаптей идет 32 лыка, а одна липка дает 3-4 лыка, так что на пару лаптей нужно 3-4 деревца. Так как большинство жителей северной и восточной России носило лапти, то и потребление березового и липового лыка и связанное с ним истребление молодого леса было очень велико. Точного учета производства лаптей не было; значительная часть этой обуви делалась непосредственно потребителями, большей частью старейшими членами семейств, к другой работе уже малоспособными. Иногда, впрочем, производство лаптей получало значительную концентрацию; так в конце XIX века, в селе Смирнове Ардатовского уезда Нижегородской губернии, этим делом занималось до 300 человек, причем каждый в зиму заготовлял до 400 пар лаптей. В селе Семеновском, близ Кинешмы, производили на 100 тыс. руб. лаптей, расходящихся по всей России. Из села Мыт Шуйского уезда (Владимирской губернии) отправлялось в Москву 500 тыс. пар лаптей.
В Гражданскую войну (1918—1920) в лаптях ходила некоторая часть Красной армии, их заготовкой занималась специальная комиссия.

## Типичные виды лаптей, и способы изготовления
Самыми прочными и мягкими в этом ряду считались лыковые лапти, изготовленные из липового лыка, а самыми плохими — ивовые коверзни и мочалыжники, которые делали из мочала. Нередко лапти назывались по числу лыковых полос, использованных в плетении: пятерик, шестерик, семерик. В семь лык обычно плели зимние лапти. Для прочности, тепла и красоты лапти проплетали вторично, для чего применяли пеньковые веревки. С этой же целью иногда пришивали кожаную подметку. Для праздничного выхода предназначались писаные вязовые лапти из тонкого лыка с черной шерстяной тесьмой, которая закреплялась на ногах. Для осенне-весенних хозяйственных работ во дворе более удобными считали простые высокие плетеные ступни без всякой тесьмы. Лапти, изготавливаемые из полосок ткани, называли плетешками. Ещё лапти делали из пеньковой веревки — крутцы, и даже из конского волоса — волосянника. Такую обувь носили дома или ходили в ней в жаркую погоду.
Великорусские лапти имели косое плетение, тогда как в западных районах использовали прямое плетение, или «прямуя решетку». На Украине и в Белоруссии лапти начинали плести с носка, русские крестьяне делали работу с задника. Для московских лаптей, плетенных из лыка, характерны высокие борта и округлые носки. На Севере обычно мастерили лапти из бересты с треугольными носками и сравнительно низкими бортами. Мордовские лапти, распространенные также в Нижегородской и Пензенской губерниях, плели из вязового лыка.

## В русском фольклоре и культуре
Поскольку кожаная обувь всегда стоила дорого, беднота ходила в лаптях, вследствие чего лапти стали символизировать нищету, низкое происхождение, а в советское время — также бескультурье и отсталость.
В самовосприятии русских лапти — один из важнейших символов традиционного национального быта.
Отсюда ряд устойчивых выражений в русском языке:
- «лапоть» как троп обозначает простака, необразованного человека;
- производное прилагательное «лапотный» в том же значении;
- «(Чай,) не ла́птем щи хлеба́ем» означает «мы учёны, не надо нам пояснять да указывать»;
- шутливое выражение «плюс-минус лапоть» в науке означает «плюс-минус максимальная погрешность, при которой измерение ещё имеет смысл».
- выражение «на три лаптя влево от солнца» — синоним известной поговорки «в белый свет, как в копеечку» (то есть, неизвестно куда, наугад).
- «лапотниками» или «лаптёжниками» в период Великой Отечественной войны называли немецкие военные самолёты «Юнкерс-87» из-за характерной формы обтекателей неубираемого шасси.

«Лапоть» был ещё и одной из единиц измерения на Руси, равной примерно 1/4 аршина (длина лаптя). В народной практике она применялась при измерении небольших расстояний, прежде всего при разделе земли, покосов, при посадке растений.
В современности выражение «плюс-минус лапоть» (вариант с «пол-лаптя») означает грубую оценку, с оттенком иронии.
в 2012 году в городе Вязьме Смоленской области был установлен памятник «Русский лапоть». Полутораметровый лапоть выполнен из красного гранита. Рядом с памятником установлена табличка со словами «От лаптя до космоса, от Тёркина до Гагарина, от Москвы до Парижа».

## Схожая обувь у других народов
- Эспадрильи (исп. esparteñas, фр. espadrilles, итал. espadrillas) — лёгкие тапочки на подошве из верёвки. Hедолговечность компенсировалась малозатратным производством: эспадрильи плели из травы (несколько веков спустя ее заменит более прочный джут), новая пара создавалась «с нуля» в считанные часы.
- Штрошу[нем.] (нем. Strohschuh) — традиционная швейцарская обувь из соломы
- Чипсин (нонхари[15]) (кор. 짚신) — корейская соломенная обувь.
- Митхури (кор. 미투리) — корейская обувь из конопли
- Варадзи (яп. ワラジ) — японские соломенные сандалии
- Фукагуцу (яп. フカグツ) — японские соломенные сапоги, носившиеся зимой.
- Постолы (укр. Постоли) — украинская обувь, похожая на лапти.

- Варадзи
- Фукагуцу
- Чипсин
- Плетение соломенных швейцарских штрошу
- Готовые штрошу
- Эспадрильи
- Польские лапти
- Финские лапти (фин. virsut)
- Норвежские лапти
- Литовские лапти (лит. vyžos, жем. vīžas)